# Spelaeoniscus debrugei
Spelaeoniscus debrugei is een pissebed uit de familie Spelaeoniscidae. De wetenschappelijke naam van de soort is voor het eerst geldig gepubliceerd in 1907 door Racovitza.